# HTC Würzburg
Der HTC Würzburg ist ein Hockey- und Tennis-Verein aus der unterfränkischen Stadt Würzburg, wobei Tennis nicht als Turniersport betrieben wird. 1992 nannte sich der HC Würzburger Kickers in HTC Würzburg um und nahm die Aktiven der Hockeyabteilung der TG Würzburg auf. Grund für diese Kooperation waren Platzprobleme seitens der TG und personelle Engpässe im Herrenbereich bei den Kickers. Die Damenmannschaft der Kickers gehörten in den 1940er und 1950er Jahren zu den erfolgreichsten Teams in Deutschland mit deutschen Meistertiteln in den Jahren 1941, 1952, 1953, 1955 und 1956.
In der Saison 2023/24 spielen die Herren auf dem Feld und in der Halle in der 1. Regionalliga Süd, die 2. Herren jeweils in der 1. Verbandsliga Nordbayern. Auch die Damen sind auf dem Feld und in der Halle Mitglied der 1. Verbandsliga Nordbayern. Im Jugendbereich kann auf eine erfolgreiche Arbeit geblickt werden. So umfasst die Jugendabteilung des Vereins mittlerweile über 200 Mädchen und Jungen. Im Jahr 2011 wurde das Jubiläum „100 Jahre Hockey in Würzburg“ begangen.
2025 erreichte die sogenannte goldene Generation (Jahrgang 2006/2007) die Teilnahme an der Süddeutschen Meisterschaft in Neunkirchen. Dabei erreichte  die Mannschaft um Tim Mackel den vierten Platz und verpasste damit knapp die erste Teilnahme an einer Deutschen Meisterschaft im Jugendbereich. Bei den Spielen überzeugten hauptsächlich Goonius Simon, Valentin Wilhelm, Otto Eggert und Tim Hauser.
Die Anlage des HTC Würzburg umfasst einen Hockey-Kunstrasenplatz und zwei Tennisplätze.